# Fujitsu FM 16 Pi
Fujitsu FM 16 Pi (FM 16 Pi) је преносиви рачунар, производ фирме Фуџицу (Fujitsu) који је почео да се израђује у Јапану током 1983. године.
Користио је Intel 80186 као централни микропроцесор а RAM меморија рачунара FM 16 Pi је имала капацитет до 2 MB. 
Као оперативни систем кориштен је CP/M 86.

## Детаљни подаци
Детаљнији подаци о рачунару FM 16 Pi су дати у табели испод.
|                       |                   |
| [ 1 ]                 |                   |
| Произвођач            | Фуџицу            |
| Тип                   | преносиви рачунар |
| Меморија              | до 2 MB           |
| Поријекло             | Јапан             |
| Година                | 1983              |
| Тастатура             |                   |
| Процесор              |                   |
| Фреквенција процесора |                   |
| RAM                   | до 2 MB           |
| ROM                   |                   |
| Текст                 |                   |
| Графика               |                   |
| Боја                  |                   |
| Звук                  | непознато         |
| Димензије             | непознато         |
| Портови               |                   |
| Оперативни систем     |                   |